# ZSU-23-4MP Biała
Le ZSU-23-4MP « Biała » (en polonais : « blanc », également le nom de plusieurs petites rivières polonaises) est un véhicule d'artillerie sol-air de anti-aérienne (canon anti-aérien automoteur) polonais.

## Caractéristiques
Le Biała est un dérivé amélioré du canon automoteur ZSU-23-4 « Shilka » soviétique.
Il est équipé d'un nouveau système optique digital d'acquisition et de poursuite des cibles, et ajoute à cela un lanceur pour 4 missiles Sol-Air à très courte portée PZR Grom. Les canons automatiques AZP-23 sont dotés de munitions modernes et bénéficient d'une portée efficace améliorée contre les aéronefs, étant supérieure d'environ 0.5~1 km à celle de l'ancien système, le ZSU-23-4 original.
La portée maximale des missiles Grom se situe aux alentours des 5,5 km.

## Utilisateurs
Forces armées polonaises : environ 70 canons automoteurs Biała's sont en production pour l'armée polonaise, offrant une alternative plus économique au système moderne de 35 mm PZA Loara.